# 클로버필드 패러독스
《클로버필드 패러독스》(영어: The Cloverfield Paradox)는 2018년 공개된 미국의 SF 공포 영화로, 줄리어스 오나가 감독을, 오렌 우지엘과 더그 정이 각본을, J. J. 에이브럼스의 배드 로봇 프로덕션스가 제작을 맡았다. 《클로버필드》 (2008), 《클로버필드 10번지》 (2016)에 이은 클로버필드 시리즈 중 세 번째 작품이다. 다니엘 브륄, 엘리자베스 데비키, 악셀 헨니, 구구 음바타로, 장쯔이, 데이비드 오옐러워, 존 오르티스 등이 출연하며, 지구의 에너지 위기를 해결하기 위해 입자 가속기를 작동시킨 우주 정거장에 탑승한 국제 과학자 팀이 뜻하지 않게 평행 세계로 오게 된 후 돌아가는 방법을 찾는 내용을 다루고 있다.
이 영화는 오렌 우지엘이 우주 정거장의 선원들을 주요 줄거리로 다루는 《신의 입자》(God Particle)를 각색한 것이며, 원래는 《클로버필드》와 관련이 없었다. 이 각본은 2012년에 파라마운트 픽쳐스와 배드 로봇 프로덕션스가 획득했다. 초기에는 파라마운트의 저예산 배급 제작사 인서지(Insurge)의 작품으로 계획했었으나, 해당 제작사가 정리되면서, 파라마운트 배급 영화로 확장되었다. 영화가 제작되고 있을 동안에 에이브럼스는 클로러필드와 이 영화를 연결시키기로 결정하면서, 《클로버필드 10번지》의 원작 각본 셀러 《The Cellar》에서 같은 방법을 했던 것처럼 우지엘의 각본을 각색하고 클로버필드와 연결되는 장면을 추가했다. 에이브럼스는 입자 가속기 사고가 미래의 사건들이 과거에 변화를 일으킬 수있는 수단으로 사용될 수 있음을 있다고 보았고, 함께 클로버필드 프랜차이즈에 서술적으로 연결되는 방법을 구축했다.

## 줄거리
2028년, 지구는 극심한 에너지 위기에 직면하고, 이를 해결하기 위해 여러 국가들이 협력하여 클로버필드 우주 정거장에서 셰퍼드 입자 가속기를 시험 가동한다. 우주 비행사 아바 해밀턴을 비롯한 국제적인 승무원들은 2년 간의 노력 끝에 가속기 작동에 성공하지만, 곧이어 지구와 정거장의 항법 장치가 사라지는 이상 현상이 발생한다.
승무원들은 정거장 내벽에서 와이어에 융합된 여성 미나 젠슨을 발견하고 구조한다. 젠슨은 독일 정부 스파이라며 에른스트 슈미트를 믿지 말라고 경고하고, 얼마 후 볼코프는 자신의 눈이 마음대로 움직이고 거울 속 자신과 대화하는 등 이상 증세를 보이다가 정거장 벌레떼에 의해 끔찍하게 죽는다. 한편 지구에서는 해밀턴의 남편 마이클이 거대 괴수의 공격을 목격하고, 부상당한 소녀 몰리를 지하 대피소로 데려간다.
정거장에서 문디의 팔이 벽 속으로 빨려 들어가 절단되지만, 절단된 팔이 스스로 글씨를 쓰며 죽은 볼코프의 몸 안에 항법 장치가 있음을 알려준다. 승무원들은 통신을 복구하지만, 지구로부터 자신들의 정거장이 이미 2일 전에 파괴되었다는 메시지를 받는다. 그들은 가속기 작동이 '클로버필드 패러독스'를 야기하여 정거장이 다른 우주로 이동했고, 그곳에서 젠슨이 원래 탐의 역할을 대신하고 있다는 사실을 깨닫는다.
승무원들은 다시 가속기를 작동시켜 원래 우주로 돌아가려 하지만, 탐은 물이 차오른 격실에서 동사한다. 해밀턴은 과거에 죽은 자신의 아이들을 살리기 위해 젠슨과 함께 평행 우주로 돌아가기로 결심한다. 그러나 가속기가 불안정해지면서 폭발이 발생하고 문디가 사망한다. 키엘은 자신을 희생하여 가속기를 재가동시키고 해밀턴에게 지휘권을 넘긴다. 젠슨은 해밀턴을 기절시키고 슈미트에게 총을 쏘아 부상을 입히며, 정거장을 평행 우주에 남겨두려 한다. 해밀턴은 의식을 되찾고 젠슨을 우주로 날려 버린다. 해밀턴과 슈미트는 다시 가속기를 작동시켜 원래 우주로 돌아간다.
지구에서는 마이클이 우주 정거장의 재등장을 알게 되지만 해밀턴의 귀환에 분노한다. 대기권 재진입 과정에서, 거대한 괴수가 구름을 뚫고 나타나 포효하며 영화가 끝난다.

## 출연진
- 구구 음바타로 - 에이바 해밀턴
- 데이비드 오옐러워 - 키엘
- 다니엘 브륄 - 에른스트 슈미트
- 존 오르티스 - 몽크 아코스타
- 크리스 오다우드 - 먼디
- 악셀 헨니 - 볼코프
- 장쯔이 - 탐
- 엘리자베스 데비키 - 미나 젠슨
- 로저 데이비스 - 마이클 해밀턴
- 클로버 니 (Clover Nee) - 몰리

추가적으로 도널 로그는 '패러독스'에 대해 논의하는 음모론가 마크 스탬블러로 카메오 출연을 했으며; 논평가들은 《클로버필드 10번지》에서 존 굿맨이 연기한 음모론가 하워드 스탬블러와 같은 성을 공유하고 있다고 보았다. 《클로버필드 10번지》에서 레슬리 역으로 출연한 수잔 크라이어도 스탬블러를 인터뷰하는 뉴스캐스터 역으로 잠깐의 카메오 출연을 했다. 에이브럼스와 다른 영화 및 티비 프로그램에서 자주 같이 작업한 사이먼 페그와 그레그 그런버그는 각각 라디오 목소리와 조이 배역으로 목소리 출연을 했다.